# Коктуш
Коктуш — река в России, протекает по Республике Марий Эл и Кировской области. Длина реки составляет 18 км, площадь водосборного бассейна — 130 км².
Коктуш впадает в Большую Кокшагу двумя рукавами, приведённая в водном реестре цифра расположения устья — 154 км по правому берегу реки Большой Кокшаги, относится к правому рукаву. Устье левого, основного рукава находится совсем рядом с устьем Муси в 159 км по правому берегу.
Исток реки в глухом лесном массиве близ границы с Кировской областью в 20 км к юго-западу от Санчурска. Река течёт на восток, верхнее течение проходит по ненаселённому заболоченному лесу. В низовьях втекает на территорию Кировской области, где течёт по заболоченной пойме Большой Кокшаги, где делится на два рукава, впадающие в Большую Кокшагу по обе стороны её большой излучины. Крупнейший приток — Витьюмка (правый).

## Данные водного реестра
По данным государственного водного реестра России относится к Верхневолжскому бассейновому округу, водохозяйственный участок реки — Волга от Чебоксарского гидроузла до города Казань, без рек Свияга и Цивиль, речной подбассейн реки — Волга от впадения Оки до Куйбышевского водохранилища (без бассейна Суры). Речной бассейн реки — (Верхняя) Волга до Куйбышевского водохранилища (без бассейна Оки).
Код объекта в государственном водном реестре — 08010400712112100000749.